# 12734 Haruna
12734 Haruna eller 1991 UF3 är en asteroid i huvudbältet som upptäcktes den 29 oktober 1991 av de båda japanska astronomerna Kazuro Watanabe och Atsushi Takahashi vid Kitami-observatoriet. Den är uppkallad efter Haruna Takahashi,  dotter till en av upptäckarna.
Asteroiden har en diameter på ungefär 4 kilometer.